# Lista di asteroidi (204001-205000)
Di seguito una lista di asteroidi dal numero 204001 al 205000 con data di scoperta e scopritore.

## 204001-204100
| Nome     | Designazione provvisoria | Data di scoperta | Scopritore               |
| -------- | ------------------------ | ---------------- | ------------------------ |
| 204001 - | 2003 TV38                | 2 ottobre 2003   | Spacewatch               |
| 204002 - | 2003 TT51                | 5 ottobre 2003   | Spacewatch               |
| 204003 - | 2003 UQ7                 | 16 ottobre 2003  | McClusky, J. V.          |
| 204004 - | 2003 UG9                 | 18 ottobre 2003  | LINEAR                   |
| 204005 - | 2003 UH13                | 17 ottobre 2003  | LONEOS                   |
| 204006 - | 2003 UK14                | 16 ottobre 2003  | Spacewatch               |
| 204007 - | 2003 UQ14                | 16 ottobre 2003  | Spacewatch               |
| 204008 - | 2003 UR21                | 20 ottobre 2003  | McClusky, J. V.          |
| 204009 - | 2003 UD27                | 23 ottobre 2003  | Tucker, R. A.            |
| 204010 - | 2003 US27                | 22 ottobre 2003  | Tucker, R. A.            |
| 204011 - | 2003 UX29                | 23 ottobre 2003  | Tucker, R. A.            |
| 204012 - | 2003 UW35                | 16 ottobre 2003  | NEAT                     |
| 204013 - | 2003 UU38                | 27 ottobre 2003  | Kušnirák, P.             |
| 204014 - | 2003 UA39                | 16 ottobre 2003  | Spacewatch               |
| 204015 - | 2003 UK39                | 16 ottobre 2003  | Spacewatch               |
| 204016 - | 2003 UW41                | 17 ottobre 2003  | Spacewatch               |
| 204017 - | 2003 UM43                | 17 ottobre 2003  | Spacewatch               |
| 204018 - | 2003 UE51                | 18 ottobre 2003  | NEAT                     |
| 204019 - | 2003 UB61                | 16 ottobre 2003  | NEAT                     |
| 204020 - | 2003 UJ61                | 16 ottobre 2003  | LONEOS                   |
| 204021 - | 2003 UB64                | 16 ottobre 2003  | LONEOS                   |
| 204022 - | 2003 UE65                | 16 ottobre 2003  | NEAT                     |
| 204023 - | 2003 UX74                | 17 ottobre 2003  | LONEOS                   |
| 204024 - | 2003 UU77                | 17 ottobre 2003  | Spacewatch               |
| 204025 - | 2003 UA79                | 18 ottobre 2003  | Spacewatch               |
| 204026 - | 2003 UN85                | 18 ottobre 2003  | Spacewatch               |
| 204027 - | 2003 UJ88                | 19 ottobre 2003  | LONEOS                   |
| 204028 - | 2003 US88                | 19 ottobre 2003  | LONEOS                   |
| 204029 - | 2003 UK92                | 20 ottobre 2003  | NEAT                     |
| 204030 - | 2003 UU92                | 20 ottobre 2003  | NEAT                     |
| 204031 - | 2003 UP100               | 19 ottobre 2003  | NEAT                     |
| 204032 - | 2003 UO115               | 20 ottobre 2003  | NEAT                     |
| 204033 - | 2003 UF118               | 17 ottobre 2003  | LONEOS                   |
| 204034 - | 2003 UG131               | 19 ottobre 2003  | NEAT                     |
| 204035 - | 2003 UP133               | 20 ottobre 2003  | LINEAR                   |
| 204036 - | 2003 UX140               | 16 ottobre 2003  | NEAT                     |
| 204037 - | 2003 UE152               | 21 ottobre 2003  | Spacewatch               |
| 204038 - | 2003 UP152               | 21 ottobre 2003  | NEAT                     |
| 204039 - | 2003 UJ155               | 20 ottobre 2003  | LINEAR                   |
| 204040 - | 2003 UW158               | 20 ottobre 2003  | Spacewatch               |
| 204041 - | 2003 UE165               | 21 ottobre 2003  | NEAT                     |
| 204042 - | 2003 UY170               | 19 ottobre 2003  | Spacewatch               |
| 204043 - | 2003 UY177               | 21 ottobre 2003  | NEAT                     |
| 204044 - | 2003 UZ185               | 22 ottobre 2003  | LINEAR                   |
| 204045 - | 2003 UN194               | 20 ottobre 2003  | LINEAR                   |
| 204046 - | 2003 UG209               | 23 ottobre 2003  | LONEOS                   |
| 204047 - | 2003 UY212               | 23 ottobre 2003  | Spacewatch               |
| 204048 - | 2003 UY220               | 22 ottobre 2003  | Spacewatch               |
| 204049 - | 2003 UV223               | 22 ottobre 2003  | LINEAR                   |
| 204050 - | 2003 UQ230               | 23 ottobre 2003  | Spacewatch               |
| 204051 - | 2003 UW230               | 24 ottobre 2003  | LINEAR                   |
| 204052 - | 2003 UK232               | 24 ottobre 2003  | LINEAR                   |
| 204053 - | 2003 UX236               | 23 ottobre 2003  | Spacewatch               |
| 204054 - | 2003 UG237               | 23 ottobre 2003  | NEAT                     |
| 204055 - | 2003 UM237               | 23 ottobre 2003  | NEAT                     |
| 204056 - | 2003 US245               | 24 ottobre 2003  | LINEAR                   |
| 204057 - | 2003 UK256               | 25 ottobre 2003  | LINEAR                   |
| 204058 - | 2003 UJ257               | 25 ottobre 2003  | LINEAR                   |
| 204059 - | 2003 UV261               | 26 ottobre 2003  | Spacewatch               |
| 204060 - | 2003 UA263               | 27 ottobre 2003  | Spacewatch               |
| 204061 - | 2003 UQ270               | 17 ottobre 2003  | NEAT                     |
| 204062 - | 2003 UX271               | 28 ottobre 2003  | LINEAR                   |
| 204063 - | 2003 US278               | 25 ottobre 2003  | LINEAR                   |
| 204064 - | 2003 UU290               | 23 ottobre 2003  | Spacewatch               |
| 204065 - | 2003 UQ295               | 16 ottobre 2003  | Spacewatch               |
| 204066 - | 2003 UY296               | 16 ottobre 2003  | Spacewatch               |
| 204067 - | 2003 UB300               | 16 ottobre 2003  | NEAT                     |
| 204068 - | 2003 UY307               | 18 ottobre 2003  | Spacewatch               |
| 204069 - | 2003 UR316               | 27 ottobre 2003  | Spacewatch               |
| 204070 - | 2003 UU336               | 18 ottobre 2003  | Spacewatch               |
| 204071 - | 2003 UG379               | 22 ottobre 2003  | Sloan Digital Sky Survey |
| 204072 - | 2003 US398               | 22 ottobre 2003  | Sloan Digital Sky Survey |
| 204073 - | 2003 VS7                 | 15 novembre 2003 | Spacewatch               |
| 204074 - | 2003 VR11                | 1 novembre 2003  | LINEAR                   |
| 204075 - | 2003 WK                  | 16 novembre 2003 | CSS                      |
| 204076 - | 2003 WX15                | 16 novembre 2003 | Spacewatch               |
| 204077 - | 2003 WK16                | 16 novembre 2003 | Spacewatch               |
| 204078 - | 2003 WX16                | 18 novembre 2003 | NEAT                     |
| 204079 - | 2003 WA19                | 19 novembre 2003 | LINEAR                   |
| 204080 - | 2003 WX26                | 16 novembre 2003 | Spacewatch               |
| 204081 - | 2003 WX27                | 16 novembre 2003 | Spacewatch               |
| 204082 - | 2003 WK32                | 18 novembre 2003 | Spacewatch               |
| 204083 - | 2003 WE34                | 19 novembre 2003 | Spacewatch               |
| 204084 - | 2003 WG39                | 19 novembre 2003 | Spacewatch               |
| 204085 - | 2003 WY47                | 18 novembre 2003 | Spacewatch               |
| 204086 - | 2003 WT53                | 20 novembre 2003 | LINEAR                   |
| 204087 - | 2003 WU54                | 20 novembre 2003 | LINEAR                   |
| 204088 - | 2003 WW57                | 18 novembre 2003 | Spacewatch               |
| 204089 - | 2003 WV59                | 18 novembre 2003 | Spacewatch               |
| 204090 - | 2003 WW63                | 19 novembre 2003 | Spacewatch               |
| 204091 - | 2003 WX69                | 19 novembre 2003 | Spacewatch               |
| 204092 - | 2003 WZ69                | 19 novembre 2003 | CINEOS                   |
| 204093 - | 2003 WX70                | 20 novembre 2003 | LINEAR                   |
| 204094 - | 2003 WW77                | 20 novembre 2003 | CSS                      |
| 204095 - | 2003 WL79                | 20 novembre 2003 | LINEAR                   |
| 204096 - | 2003 WP79                | 20 novembre 2003 | LINEAR                   |
| 204097 - | 2003 WD80                | 20 novembre 2003 | LINEAR                   |
| 204098 - | 2003 WM86                | 21 novembre 2003 | LINEAR                   |
| 204099 - | 2003 WC99                | 20 novembre 2003 | LINEAR                   |
| 204100 - | 2003 WO99                | 20 novembre 2003 | LINEAR                   |

## 204101-204200
| Nome     | Designazione provvisoria | Data di scoperta | Scopritore                  |
| -------- | ------------------------ | ---------------- | --------------------------- |
| 204101 - | 2003 WW100               | 21 novembre 2003 | NEAT                        |
| 204102 - | 2003 WG106               | 21 novembre 2003 | LINEAR                      |
| 204103 - | 2003 WD108               | 20 novembre 2003 | LINEAR                      |
| 204104 - | 2003 WN114               | 20 novembre 2003 | LINEAR                      |
| 204105 - | 2003 WR114               | 20 novembre 2003 | LINEAR                      |
| 204106 - | 2003 WB126               | 20 novembre 2003 | LINEAR                      |
| 204107 - | 2003 WN129               | 21 novembre 2003 | LINEAR                      |
| 204108 - | 2003 WJ135               | 21 novembre 2003 | LINEAR                      |
| 204109 - | 2003 WV140               | 21 novembre 2003 | LINEAR                      |
| 204110 - | 2003 WH142               | 21 novembre 2003 | LINEAR                      |
| 204111 - | 2003 WL148               | 24 novembre 2003 | Spacewatch                  |
| 204112 - | 2003 WT148               | 24 novembre 2003 | LONEOS                      |
| 204113 - | 2003 WF154               | 26 novembre 2003 | LINEAR                      |
| 204114 - | 2003 WW154               | 26 novembre 2003 | Spacewatch                  |
| 204115 - | 2003 WA155               | 26 novembre 2003 | Spacewatch                  |
| 204116 - | 2003 WQ156               | 29 novembre 2003 | LINEAR                      |
| 204117 - | 2003 WJ157               | 24 novembre 2003 | LINEAR                      |
| 204118 - | 2003 WW161               | 30 novembre 2003 | LINEAR                      |
| 204119 - | 2003 WY163               | 30 novembre 2003 | Spacewatch                  |
| 204120 - | 2003 WM166               | 24 novembre 2003 | LINEAR                      |
| 204121 - | 2003 WB192               | 19 novembre 2003 | LINEAR                      |
| 204122 - | 2003 XB7                 | 3 dicembre 2003  | LINEAR                      |
| 204123 - | 2003 XU7                 | 3 dicembre 2003  | LINEAR                      |
| 204124 - | 2003 XY10                | 10 dicembre 2003 | NEAT                        |
| 204125 - | 2003 XN12                | 14 dicembre 2003 | NEAT                        |
| 204126 - | 2003 XF19                | 14 dicembre 2003 | Spacewatch                  |
| 204127 - | 2003 XM25                | 1 dicembre 2003  | LINEAR                      |
| 204128 - | 2003 XU28                | 1 dicembre 2003  | Spacewatch                  |
| 204129 - | 2003 XG37                | 3 dicembre 2003  | LINEAR                      |
| 204130 - | 2003 XH40                | 14 dicembre 2003 | LINEAR                      |
| 204131 - | 2003 YL                  | 17 dicembre 2003 | LONEOS                      |
| 204132 - | 2003 YO9                 | 17 dicembre 2003 | Spacewatch                  |
| 204133 - | 2003 YS19                | 17 dicembre 2003 | Spacewatch                  |
| 204134 - | 2003 YM26                | 18 dicembre 2003 | Spacewatch                  |
| 204135 - | 2003 YW29                | 17 dicembre 2003 | NEAT                        |
| 204136 - | 2003 YA35                | 18 dicembre 2003 | CSS                         |
| 204137 - | 2003 YV40                | 19 dicembre 2003 | Spacewatch                  |
| 204138 - | 2003 YU46                | 17 dicembre 2003 | Spacewatch                  |
| 204139 - | 2003 YD48                | 18 dicembre 2003 | LINEAR                      |
| 204140 - | 2003 YE56                | 19 dicembre 2003 | LINEAR                      |
| 204141 - | 2003 YZ63                | 19 dicembre 2003 | LINEAR                      |
| 204142 - | 2003 YJ64                | 19 dicembre 2003 | LINEAR                      |
| 204143 - | 2003 YO68                | 19 dicembre 2003 | LINEAR                      |
| 204144 - | 2003 YH94                | 21 dicembre 2003 | CSS                         |
| 204145 - | 2003 YD104               | 21 dicembre 2003 | LINEAR                      |
| 204146 - | 2003 YH104               | 21 dicembre 2003 | LINEAR                      |
| 204147 - | 2003 YB110               | 23 dicembre 2003 | LINEAR                      |
| 204148 - | 2003 YF111               | 21 dicembre 2003 | Dillon, W. G., Knewtson, M. |
| 204149 - | 2003 YG113               | 23 dicembre 2003 | LINEAR                      |
| 204150 - | 2003 YV114               | 25 dicembre 2003 | NEAT                        |
| 204151 - | 2003 YY127               | 27 dicembre 2003 | LINEAR                      |
| 204152 - | 2003 YZ138               | 27 dicembre 2003 | Spacewatch                  |
| 204153 - | 2003 YZ168               | 18 dicembre 2003 | LINEAR                      |
| 204154 - | 2003 YJ169               | 18 dicembre 2003 | LINEAR                      |
| 204155 - | 2003 YM171               | 18 dicembre 2003 | Spacewatch                  |
| 204156 - | 2004 AD4                 | 14 gennaio 2004  | NEAT                        |
| 204157 - | 2004 AA5                 | 13 gennaio 2004  | LONEOS                      |
| 204158 - | 2004 AT13                | 13 gennaio 2004  | Spacewatch                  |
| 204159 - | 2004 AO15                | 15 gennaio 2004  | Spacewatch                  |
| 204160 - | 2004 BM5                 | 16 gennaio 2004  | Spacewatch                  |
| 204161 - | 2004 BJ9                 | 16 gennaio 2004  | NEAT                        |
| 204162 - | 2004 BX15                | 18 gennaio 2004  | NEAT                        |
| 204163 - | 2004 BH17                | 17 gennaio 2004  | NEAT                        |
| 204164 - | 2004 BW19                | 18 gennaio 2004  | Spacewatch                  |
| 204165 - | 2004 BW25                | 20 gennaio 2004  | LINEAR                      |
| 204166 - | 2004 BT29                | 18 gennaio 2004  | NEAT                        |
| 204167 - | 2004 BP31                | 19 gennaio 2004  | LONEOS                      |
| 204168 - | 2004 BW31                | 19 gennaio 2004  | LONEOS                      |
| 204169 - | 2004 BV32                | 19 gennaio 2004  | Spacewatch                  |
| 204170 - | 2004 BC33                | 19 gennaio 2004  | Spacewatch                  |
| 204171 - | 2004 BW33                | 19 gennaio 2004  | Spacewatch                  |
| 204172 - | 2004 BD35                | 19 gennaio 2004  | Spacewatch                  |
| 204173 - | 2004 BL35                | 19 gennaio 2004  | Spacewatch                  |
| 204174 - | 2004 BH37                | 19 gennaio 2004  | Spacewatch                  |
| 204175 - | 2004 BP40                | 21 gennaio 2004  | LINEAR                      |
| 204176 - | 2004 BP41                | 23 gennaio 2004  | LONEOS                      |
| 204177 - | 2004 BF44                | 22 gennaio 2004  | LINEAR                      |
| 204178 - | 2004 BO49                | 21 gennaio 2004  | LINEAR                      |
| 204179 - | 2004 BZ49                | 21 gennaio 2004  | LINEAR                      |
| 204180 - | 2004 BL51                | 21 gennaio 2004  | LINEAR                      |
| 204181 - | 2004 BL52                | 21 gennaio 2004  | LINEAR                      |
| 204182 - | 2004 BZ52                | 22 gennaio 2004  | LINEAR                      |
| 204183 - | 2004 BL53                | 22 gennaio 2004  | LINEAR                      |
| 204184 - | 2004 BG54                | 22 gennaio 2004  | LINEAR                      |
| 204185 - | 2004 BX55                | 22 gennaio 2004  | LINEAR                      |
| 204186 - | 2004 BC56                | 23 gennaio 2004  | LONEOS                      |
| 204187 - | 2004 BN58                | 23 gennaio 2004  | LINEAR                      |
| 204188 - | 2004 BB65                | 22 gennaio 2004  | LINEAR                      |
| 204189 - | 2004 BL76                | 24 gennaio 2004  | LINEAR                      |
| 204190 - | 2004 BO77                | 22 gennaio 2004  | LINEAR                      |
| 204191 - | 2004 BW79                | 24 gennaio 2004  | LINEAR                      |
| 204192 - | 2004 BX88                | 23 gennaio 2004  | LINEAR                      |
| 204193 - | 2004 BB90                | 23 gennaio 2004  | LINEAR                      |
| 204194 - | 2004 BE95                | 28 gennaio 2004  | LINEAR                      |
| 204195 - | 2004 BX103               | 23 gennaio 2004  | LINEAR                      |
| 204196 - | 2004 BU107               | 28 gennaio 2004  | CSS                         |
| 204197 - | 2004 BE121               | 31 gennaio 2004  | CINEOS                      |
| 204198 - | 2004 BG137               | 19 gennaio 2004  | Spacewatch                  |
| 204199 - | 2004 BW143               | 19 gennaio 2004  | Spacewatch                  |
| 204200 - | 2004 BY147               | 16 gennaio 2004  | NEAT                        |

## 204201-204300
| Nome     | Designazione provvisoria | Data di scoperta | Scopritore                   |
| -------- | ------------------------ | ---------------- | ---------------------------- |
| 204201 - | 2004 BS150               | 17 gennaio 2004  | NEAT                         |
| 204202 - | 2004 CA                  | 2 febbraio 2004  | CSS                          |
| 204203 - | 2004 CT5                 | 10 febbraio 2004 | CSS                          |
| 204204 - | 2004 CP8                 | 11 febbraio 2004 | Spacewatch                   |
| 204205 - | 2004 CX9                 | 11 febbraio 2004 | CSS                          |
| 204206 - | 2004 CC14                | 11 febbraio 2004 | LONEOS                       |
| 204207 - | 2004 CG17                | 11 febbraio 2004 | Spacewatch                   |
| 204208 - | 2004 CL22                | 11 febbraio 2004 | NEAT                         |
| 204209 - | 2004 CO29                | 12 febbraio 2004 | Spacewatch                   |
| 204210 - | 2004 CU42                | 11 febbraio 2004 | Spacewatch                   |
| 204211 - | 2004 CX42                | 11 febbraio 2004 | LONEOS                       |
| 204212 - | 2004 CL44                | 13 febbraio 2004 | Spacewatch                   |
| 204213 - | 2004 CH54                | 11 febbraio 2004 | Spacewatch                   |
| 204214 - | 2004 CW58                | 10 febbraio 2004 | NEAT                         |
| 204215 - | 2004 CA67                | 15 febbraio 2004 | LINEAR                       |
| 204216 - | 2004 CM68                | 11 febbraio 2004 | NEAT                         |
| 204217 - | 2004 CB80                | 11 febbraio 2004 | NEAT                         |
| 204218 - | 2004 CQ80                | 11 febbraio 2004 | NEAT                         |
| 204219 - | 2004 CY82                | 12 febbraio 2004 | NEAT                         |
| 204220 - | 2004 CJ85                | 14 febbraio 2004 | Spacewatch                   |
| 204221 - | 2004 CO85                | 14 febbraio 2004 | Spacewatch                   |
| 204222 - | 2004 CF88                | 11 febbraio 2004 | Spacewatch                   |
| 204223 - | 2004 CS90                | 12 febbraio 2004 | NEAT                         |
| 204224 - | 2004 CZ92                | 15 febbraio 2004 | LINEAR                       |
| 204225 - | 2004 CX98                | 14 febbraio 2004 | CSS                          |
| 204226 - | 2004 CK102               | 12 febbraio 2004 | NEAT                         |
| 204227 - | 2004 CA113               | 13 febbraio 2004 | LONEOS                       |
| 204228 - | 2004 CB114               | 13 febbraio 2004 | LONEOS                       |
| 204229 - | 2004 CD116               | 11 febbraio 2004 | Spacewatch                   |
| 204230 - | 2004 CV128               | 14 febbraio 2004 | Spacewatch                   |
| 204231 - | 2004 CC129               | 14 febbraio 2004 | Spacewatch                   |
| 204232 - | 2004 DG2                 | 19 febbraio 2004 | LINEAR                       |
| 204233 - | 2004 DA7                 | 16 febbraio 2004 | Spacewatch                   |
| 204234 - | 2004 DZ17                | 18 febbraio 2004 | LINEAR                       |
| 204235 - | 2004 DQ30                | 17 febbraio 2004 | LINEAR                       |
| 204236 - | 2004 DB33                | 18 febbraio 2004 | LINEAR                       |
| 204237 - | 2004 DR33                | 18 febbraio 2004 | LINEAR                       |
| 204238 - | 2004 DS33                | 18 febbraio 2004 | LINEAR                       |
| 204239 - | 2004 DS39                | 23 febbraio 2004 | LINEAR                       |
| 204240 - | 2004 DL42                | 19 febbraio 2004 | LINEAR                       |
| 204241 - | 2004 DU48                | 19 febbraio 2004 | LINEAR                       |
| 204242 - | 2004 DV48                | 19 febbraio 2004 | LINEAR                       |
| 204243 - | 2004 DH50                | 22 febbraio 2004 | Spacewatch                   |
| 204244 - | 2004 DN54                | 22 febbraio 2004 | Spacewatch                   |
| 204245 - | 2004 DT54                | 22 febbraio 2004 | Spacewatch                   |
| 204246 - | 2004 DQ56                | 22 febbraio 2004 | Spacewatch                   |
| 204247 - | 2004 DC58                | 23 febbraio 2004 | LINEAR                       |
| 204248 - | 2004 EG1                 | 14 marzo 2004    | LINEAR                       |
| 204249 - | 2004 EU4                 | 11 marzo 2004    | NEAT                         |
| 204250 - | 2004 EH26                | 14 marzo 2004    | Spacewatch                   |
| 204251 - | 2004 EQ28                | 15 marzo 2004    | Spacewatch                   |
| 204252 - | 2004 EA38                | 14 marzo 2004    | NEAT                         |
| 204253 - | 2004 EB39                | 14 marzo 2004    | NEAT                         |
| 204254 - | 2004 ET54                | 14 marzo 2004    | NEAT                         |
| 204255 - | 2004 EB57                | 15 marzo 2004    | NEAT                         |
| 204256 - | 2004 EW68                | 15 marzo 2004    | LINEAR                       |
| 204257 - | 2004 EL74                | 13 marzo 2004    | NEAT                         |
| 204258 - | 2004 EL84                | 15 marzo 2004    | CSS                          |
| 204259 - | 2004 EZ84                | 15 marzo 2004    | CSS                          |
| 204260 - | 2004 FA1                 | 17 marzo 2004    | Ryan, W. H., Martinez, C. T. |
| 204261 - | 2004 FH16                | 26 marzo 2004    | LINEAR                       |
| 204262 - | 2004 FZ21                | 16 marzo 2004    | LINEAR                       |
| 204263 - | 2004 FG30                | 19 marzo 2004    | CSS                          |
| 204264 - | 2004 FL31                | 17 marzo 2004    | NEAT                         |
| 204265 - | 2004 FG32                | 30 marzo 2004    | LINEAR                       |
| 204266 - | 2004 FC33                | 16 marzo 2004    | CSS                          |
| 204267 - | 2004 FD38                | 17 marzo 2004    | LINEAR                       |
| 204268 - | 2004 FZ48                | 18 marzo 2004    | LINEAR                       |
| 204269 - | 2004 FQ83                | 18 marzo 2004    | CSS                          |
| 204270 - | 2004 FJ92                | 18 marzo 2004    | LINEAR                       |
| 204271 - | 2004 FP102               | 22 marzo 2004    | LINEAR                       |
| 204272 - | 2004 FV119               | 23 marzo 2004    | LINEAR                       |
| 204273 - | 2004 FP130               | 22 marzo 2004    | LONEOS                       |
| 204274 - | 2004 FL142               | 27 marzo 2004    | LINEAR                       |
| 204275 - | 2004 FD144               | 29 marzo 2004    | CSS                          |
| 204276 - | 2004 FU145               | 30 marzo 2004    | Spacewatch                   |
| 204277 - | 2004 GJ19                | 14 aprile 2004   | LINEAR                       |
| 204278 - | 2004 HG1                 | 17 aprile 2004   | LINEAR                       |
| 204279 - | 2004 HV5                 | 17 aprile 2004   | LINEAR                       |
| 204280 - | 2004 HJ34                | 17 aprile 2004   | LINEAR                       |
| 204281 - | 2004 HL50                | 23 aprile 2004   | CSS                          |
| 204282 - | 2004 KR16                | 27 maggio 2004   | Spacewatch                   |
| 204283 - | 2004 LY8                 | 12 giugno 2004   | CSS                          |
| 204284 - | 2004 LX14                | 11 giugno 2004   | NEAT                         |
| 204285 - | 2004 LM23                | 15 giugno 2004   | LINEAR                       |
| 204286 - | 2004 ME1                 | 16 giugno 2004   | LINEAR                       |
| 204287 - | 2004 NK13                | 11 luglio 2004   | LINEAR                       |
| 204288 - | 2004 OH5                 | 16 luglio 2004   | LINEAR                       |
| 204289 - | 2004 PP3                 | 3 agosto 2004    | Siding Spring Survey         |
| 204290 - | 2004 PV21                | 8 agosto 2004    | NEAT                         |
| 204291 - | 2004 PH27                | 8 agosto 2004    | Broughton, J.                |
| 204292 - | 2004 PR33                | 8 agosto 2004    | LONEOS                       |
| 204293 - | 2004 PD34                | 8 agosto 2004    | LONEOS                       |
| 204294 - | 2004 PA39                | 9 agosto 2004    | LINEAR                       |
| 204295 - | 2004 PO45                | 7 agosto 2004    | NEAT                         |
| 204296 - | 2004 PT61                | 9 agosto 2004    | LINEAR                       |
| 204297 - | 2004 PV61                | 9 agosto 2004    | LINEAR                       |
| 204298 - | 2004 PR63                | 10 agosto 2004   | LINEAR                       |
| 204299 - | 2004 PM72                | 8 agosto 2004    | LINEAR                       |
| 204300 - | 2004 PT79                | 9 agosto 2004    | LONEOS                       |

## 204301-204400
| Nome                  | Designazione provvisoria | Data di scoperta  | Scopritore      |
| --------------------- | ------------------------ | ----------------- | --------------- |
| 204301 -              | 2004 PU84                | 10 agosto 2004    | LINEAR          |
| 204302 -              | 2004 PG85                | 10 agosto 2004    | LINEAR          |
| 204303 -              | 2004 PK88                | 11 agosto 2004    | LINEAR          |
| 204304 -              | 2004 PW90                | 10 agosto 2004    | LINEAR          |
| 204305 -              | 2004 PM91                | 11 agosto 2004    | LINEAR          |
| 204306 -              | 2004 PE98                | 15 agosto 2004    | Broughton, J.   |
| 204307 -              | 2004 PG99                | 9 agosto 2004     | LINEAR          |
| 204308 -              | 2004 PN100               | 12 agosto 2004    | LINEAR          |
| 204309 -              | 2004 RQ3                 | 4 settembre 2004  | NEAT            |
| 204310 -              | 2004 RX20                | 7 settembre 2004  | Spacewatch      |
| 204311 -              | 2004 RH29                | 7 settembre 2004  | LINEAR          |
| 204312 -              | 2004 RG30                | 7 settembre 2004  | LINEAR          |
| 204313 -              | 2004 RL32                | 7 settembre 2004  | LINEAR          |
| 204314 -              | 2004 RA33                | 7 settembre 2004  | LINEAR          |
| 204315 -              | 2004 RN34                | 7 settembre 2004  | LINEAR          |
| 204316 -              | 2004 RX46                | 8 settembre 2004  | LINEAR          |
| 204317 -              | 2004 RB53                | 8 settembre 2004  | LINEAR          |
| 204318 -              | 2004 RM66                | 8 settembre 2004  | LINEAR          |
| 204319 -              | 2004 RU66                | 8 settembre 2004  | LINEAR          |
| 204320 -              | 2004 RN75                | 8 settembre 2004  | LINEAR          |
| 204321 -              | 2004 RC81                | 8 settembre 2004  | LINEAR          |
| 204322 -              | 2004 RP81                | 8 settembre 2004  | LINEAR          |
| 204323 -              | 2004 RL82                | 9 settembre 2004  | LINEAR          |
| 204324 -              | 2004 RU88                | 8 settembre 2004  | LINEAR          |
| 204325 -              | 2004 RE101               | 8 settembre 2004  | LINEAR          |
| 204326 -              | 2004 RY105               | 8 settembre 2004  | NEAT            |
| 204327 -              | 2004 RN106               | 8 settembre 2004  | NEAT            |
| 204328 -              | 2004 RF132               | 7 settembre 2004  | Spacewatch      |
| 204329 -              | 2004 RJ175               | 10 settembre 2004 | LINEAR          |
| 204330 -              | 2004 RC183               | 10 settembre 2004 | LINEAR          |
| 204331 -              | 2004 RU186               | 10 settembre 2004 | LINEAR          |
| 204332 -              | 2004 RJ211               | 11 settembre 2004 | LINEAR          |
| 204333 -              | 2004 RD228               | 9 settembre 2004  | Spacewatch      |
| 204334 -              | 2004 RW233               | 9 settembre 2004  | Spacewatch      |
| 204335 -              | 2004 RM234               | 10 settembre 2004 | LINEAR          |
| 204336 -              | 2004 RD236               | 10 settembre 2004 | LINEAR          |
| 204337 -              | 2004 RJ251               | 14 settembre 2004 | NEAT            |
| 204338 -              | 2004 RF253               | 15 settembre 2004 | Jones, G. R.    |
| 204339 -              | 2004 RX254               | 6 settembre 2004  | NEAT            |
| 204340 -              | 2004 RX287               | 15 settembre 2004 | Yeung, W. K. Y. |
| 204341 -              | 2004 RH315               | 15 settembre 2004 | Spacewatch      |
| 204342 -              | 2004 RB316               | 7 settembre 2004  | Bickel, W.      |
| 204343 -              | 2004 RU319               | 13 settembre 2004 | LINEAR          |
| 204344 -              | 2004 RF324               | 13 settembre 2004 | LINEAR          |
| 204345 -              | 2004 RD325               | 13 settembre 2004 | LINEAR          |
| 204346 -              | 2004 RR339               | 8 settembre 2004  | LINEAR          |
| 204347 -              | 2004 RG341               | 11 settembre 2004 | LINEAR          |
| 204348 -              | 2004 RX345               | 8 settembre 2004  | LINEAR          |
| 204349 -              | 2004 SF23                | 17 settembre 2004 | Spacewatch      |
| 204350 -              | 2004 SR29                | 17 settembre 2004 | LINEAR          |
| 204351 -              | 2004 SG39                | 17 settembre 2004 | LINEAR          |
| 204352 -              | 2004 SV39                | 17 settembre 2004 | LINEAR          |
| 204353 -              | 2004 SB47                | 18 settembre 2004 | LINEAR          |
| 204354 -              | 2004 SR53                | 22 settembre 2004 | LINEAR          |
| 204355 -              | 2004 TH6                 | 2 ottobre 2004    | NEAT            |
| 204356 -              | 2004 TP6                 | 3 ottobre 2004    | NEAT            |
| 204357 -              | 2004 TS6                 | 3 ottobre 2004    | NEAT            |
| 204358 -              | 2004 TC9                 | 4 ottobre 2004    | LONEOS          |
| 204359 -              | 2004 TM9                 | 6 ottobre 2004    | Yamagata        |
| 204360 -              | 2004 TX14                | 5 ottobre 2004    | Tucker, R. A.   |
| 204361 -              | 2004 TB30                | 4 ottobre 2004    | Spacewatch      |
| 204362 -              | 2004 TW33                | 4 ottobre 2004    | LONEOS          |
| 204363 -              | 2004 TS34                | 4 ottobre 2004    | LONEOS          |
| 204364 -              | 2004 TE36                | 4 ottobre 2004    | LONEOS          |
| 204365 -              | 2004 TP37                | 4 ottobre 2004    | Spacewatch      |
| 204366 -              | 2004 TK44                | 4 ottobre 2004    | Spacewatch      |
| 204367 -              | 2004 TA57                | 5 ottobre 2004    | Spacewatch      |
| 204368 -              | 2004 TT68                | 5 ottobre 2004    | LONEOS          |
| 204369 -              | 2004 TD69                | 5 ottobre 2004    | LONEOS          |
| 204370 Ferdinandvaněk | 2004 TH70                | 5 ottobre 2004    | KLENOT          |
| 204371 -              | 2004 TE75                | 6 ottobre 2004    | Spacewatch      |
| 204372 -              | 2004 TG79                | 4 ottobre 2004    | LONEOS          |
| 204373 -              | 2004 TP93                | 5 ottobre 2004    | Spacewatch      |
| 204374 -              | 2004 TT94                | 5 ottobre 2004    | Spacewatch      |
| 204375 -              | 2004 TY94                | 5 ottobre 2004    | Spacewatch      |
| 204376 -              | 2004 TV103               | 7 ottobre 2004    | LONEOS          |
| 204377 -              | 2004 TG108               | 7 ottobre 2004    | LINEAR          |
| 204378 -              | 2004 TL115               | 9 ottobre 2004    | LONEOS          |
| 204379 -              | 2004 TB121               | 6 ottobre 2004    | NEAT            |
| 204380 -              | 2004 TR121               | 7 ottobre 2004    | LONEOS          |
| 204381 -              | 2004 TO122               | 7 ottobre 2004    | LONEOS          |
| 204382 -              | 2004 TU125               | 7 ottobre 2004    | LINEAR          |
| 204383 -              | 2004 TG126               | 7 ottobre 2004    | LINEAR          |
| 204384 -              | 2004 TW127               | 7 ottobre 2004    | LINEAR          |
| 204385 -              | 2004 TL131               | 7 ottobre 2004    | LONEOS          |
| 204386 -              | 2004 TK143               | 4 ottobre 2004    | Spacewatch      |
| 204387 -              | 2004 TR143               | 4 ottobre 2004    | Spacewatch      |
| 204388 -              | 2004 TV143               | 4 ottobre 2004    | Spacewatch      |
| 204389 -              | 2004 TN147               | 6 ottobre 2004    | Spacewatch      |
| 204390 -              | 2004 TV183               | 7 ottobre 2004    | Spacewatch      |
| 204391 -              | 2004 TX221               | 7 ottobre 2004    | LINEAR          |
| 204392 -              | 2004 TY246               | 7 ottobre 2004    | LINEAR          |
| 204393 -              | 2004 TY263               | 9 ottobre 2004    | Spacewatch      |
| 204394 -              | 2004 TG269               | 9 ottobre 2004    | Spacewatch      |
| 204395 -              | 2004 TE275               | 9 ottobre 2004    | Spacewatch      |
| 204396 -              | 2004 TE281               | 10 ottobre 2004   | Spacewatch      |
| 204397 -              | 2004 TY287               | 9 ottobre 2004    | Spacewatch      |
| 204398 -              | 2004 TE296               | 10 ottobre 2004   | Spacewatch      |
| 204399 -              | 2004 TT296               | 10 ottobre 2004   | Spacewatch      |
| 204400 -              | 2004 TX296               | 10 ottobre 2004   | Spacewatch      |

## 204401-204500
| Nome     | Designazione provvisoria | Data di scoperta | Scopritore               |
| -------- | ------------------------ | ---------------- | ------------------------ |
| 204401 - | 2004 TS329               | 9 ottobre 2004   | Spacewatch               |
| 204402 - | 2004 UU9                 | 19 ottobre 2004  | LINEAR                   |
| 204403 - | 2004 VT                  | 2 novembre 2004  | LONEOS                   |
| 204404 - | 2004 VJ2                 | 3 novembre 2004  | NEAT                     |
| 204405 - | 2004 VQ3                 | 3 novembre 2004  | Spacewatch               |
| 204406 - | 2004 VA4                 | 3 novembre 2004  | NEAT                     |
| 204407 - | 2004 VT8                 | 3 novembre 2004  | LONEOS                   |
| 204408 - | 2004 VT14                | 4 novembre 2004  | CSS                      |
| 204409 - | 2004 VL15                | 4 novembre 2004  | Dellinger, J., Wells, D. |
| 204410 - | 2004 VP31                | 3 novembre 2004  | Spacewatch               |
| 204411 - | 2004 VB34                | 3 novembre 2004  | Spacewatch               |
| 204412 - | 2004 VS39                | 4 novembre 2004  | Spacewatch               |
| 204413 - | 2004 VH42                | 4 novembre 2004  | Spacewatch               |
| 204414 - | 2004 VP44                | 4 novembre 2004  | Spacewatch               |
| 204415 - | 2004 VP51                | 4 novembre 2004  | Spacewatch               |
| 204416 - | 2004 VC53                | 5 novembre 2004  | CINEOS                   |
| 204417 - | 2004 VT56                | 4 novembre 2004  | CSS                      |
| 204418 - | 2004 VR57                | 7 novembre 2004  | LINEAR                   |
| 204419 - | 2004 VU61                | 5 novembre 2004  | CINEOS                   |
| 204420 - | 2004 VX62                | 7 novembre 2004  | LINEAR                   |
| 204421 - | 2004 VF63                | 10 novembre 2004 | Spacewatch               |
| 204422 - | 2004 VC69                | 10 novembre 2004 | Spacewatch               |
| 204423 - | 2004 VP74                | 15 novembre 2004 | Durig, D. T.             |
| 204424 - | 2004 VR74                | 12 novembre 2004 | CSS                      |
| 204425 - | 2004 WM3                 | 17 novembre 2004 | CINEOS                   |
| 204426 - | 2004 WC7                 | 19 novembre 2004 | LINEAR                   |
| 204427 - | 2004 XC10                | 2 dicembre 2004  | NEAT                     |
| 204428 - | 2004 XN13                | 8 dicembre 2004  | LINEAR                   |
| 204429 - | 2004 XF17                | 3 dicembre 2004  | Spacewatch               |
| 204430 - | 2004 XA19                | 8 dicembre 2004  | LINEAR                   |
| 204431 - | 2004 XW28                | 10 dicembre 2004 | Spacewatch               |
| 204432 - | 2004 XN41                | 11 dicembre 2004 | CINEOS                   |
| 204433 - | 2004 XV44                | 11 dicembre 2004 | CINEOS                   |
| 204434 - | 2004 XN48                | 10 dicembre 2004 | Spacewatch               |
| 204435 - | 2004 XB49                | 11 dicembre 2004 | LINEAR                   |
| 204436 - | 2004 XL59                | 11 dicembre 2004 | Spacewatch               |
| 204437 - | 2004 XC69                | 9 dicembre 2004  | Jarnac                   |
| 204438 - | 2004 XY76                | 10 dicembre 2004 | LINEAR                   |
| 204439 - | 2004 XT81                | 10 dicembre 2004 | Spacewatch               |
| 204440 - | 2004 XP85                | 12 dicembre 2004 | CSS                      |
| 204441 - | 2004 XJ88                | 10 dicembre 2004 | LINEAR                   |
| 204442 - | 2004 XW106               | 11 dicembre 2004 | LINEAR                   |
| 204443 - | 2004 XB108               | 11 dicembre 2004 | LINEAR                   |
| 204444 - | 2004 XG108               | 11 dicembre 2004 | LINEAR                   |
| 204445 - | 2004 XA119               | 12 dicembre 2004 | Spacewatch               |
| 204446 - | 2004 XP119               | 12 dicembre 2004 | Spacewatch               |
| 204447 - | 2004 XP122               | 9 dicembre 2004  | Spacewatch               |
| 204448 - | 2004 XY122               | 10 dicembre 2004 | LINEAR                   |
| 204449 - | 2004 XC132               | 11 dicembre 2004 | LINEAR                   |
| 204450 - | 2004 XJ137               | 15 dicembre 2004 | LINEAR                   |
| 204451 - | 2004 XA140               | 13 dicembre 2004 | Spacewatch               |
| 204452 - | 2004 XO143               | 9 dicembre 2004  | Spacewatch               |
| 204453 - | 2004 XD155               | 15 dicembre 2004 | Spacewatch               |
| 204454 - | 2004 XH171               | 10 dicembre 2004 | Spacewatch               |
| 204455 - | 2004 YJ6                 | 18 dicembre 2004 | Mount Lemmon Survey      |
| 204456 - | 2004 YJ13                | 18 dicembre 2004 | Mount Lemmon Survey      |
| 204457 - | 2004 YM13                | 18 dicembre 2004 | Mount Lemmon Survey      |
| 204458 - | 2004 YT14                | 18 dicembre 2004 | Mount Lemmon Survey      |
| 204459 - | 2004 YB15                | 18 dicembre 2004 | Mount Lemmon Survey      |
| 204460 - | 2004 YV17                | 18 dicembre 2004 | Mount Lemmon Survey      |
| 204461 - | 2004 YR25                | 18 dicembre 2004 | Mount Lemmon Survey      |
| 204462 - | 2004 YA30                | 16 dicembre 2004 | Spacewatch               |
| 204463 - | 2005 AL14                | 7 gennaio 2005   | LINEAR                   |
| 204464 - | 2005 AR18                | 8 gennaio 2005   | LINEAR                   |
| 204465 - | 2005 AX20                | 6 gennaio 2005   | LINEAR                   |
| 204466 - | 2005 AE22                | 6 gennaio 2005   | LINEAR                   |
| 204467 - | 2005 AH24                | 7 gennaio 2005   | CSS                      |
| 204468 - | 2005 AE25                | 8 gennaio 2005   | CINEOS                   |
| 204469 - | 2005 AZ25                | 11 gennaio 2005  | LINEAR                   |
| 204470 - | 2005 AU26                | 13 gennaio 2005  | CSS                      |
| 204471 - | 2005 AV31                | 11 gennaio 2005  | LINEAR                   |
| 204472 - | 2005 AK32                | 11 gennaio 2005  | LINEAR                   |
| 204473 - | 2005 AD36                | 13 gennaio 2005  | LINEAR                   |
| 204474 - | 2005 AV38                | 13 gennaio 2005  | CSS                      |
| 204475 - | 2005 AC40                | 15 gennaio 2005  | LINEAR                   |
| 204476 - | 2005 AG47                | 13 gennaio 2005  | Spacewatch               |
| 204477 - | 2005 AF48                | 13 gennaio 2005  | Spacewatch               |
| 204478 - | 2005 AS54                | 15 gennaio 2005  | CSS                      |
| 204479 - | 2005 AW54                | 15 gennaio 2005  | LINEAR                   |
| 204480 - | 2005 AP57                | 15 gennaio 2005  | CSS                      |
| 204481 - | 2005 AS61                | 15 gennaio 2005  | Spacewatch               |
| 204482 - | 2005 AM67                | 13 gennaio 2005  | Lowe, A.                 |
| 204483 - | 2005 AZ67                | 13 gennaio 2005  | Spacewatch               |
| 204484 - | 2005 AB76                | 15 gennaio 2005  | LONEOS                   |
| 204485 - | 2005 AU77                | 15 gennaio 2005  | Spacewatch               |
| 204486 - | 2005 AE78                | 15 gennaio 2005  | Spacewatch               |
| 204487 - | 2005 BJ4                 | 16 gennaio 2005  | Spacewatch               |
| 204488 - | 2005 BB10                | 16 gennaio 2005  | LINEAR                   |
| 204489 - | 2005 BL13                | 17 gennaio 2005  | Spacewatch               |
| 204490 - | 2005 BO22                | 16 gennaio 2005  | Spacewatch               |
| 204491 - | 2005 BR28                | 31 gennaio 2005  | NEAT                     |
| 204492 - | 2005 BG29                | 31 gennaio 2005  | Tucker, R. A.            |
| 204493 - | 2005 CJ1                 | 1 febbraio 2005  | CSS                      |
| 204494 - | 2005 CN2                 | 1 febbraio 2005  | CSS                      |
| 204495 - | 2005 CC3                 | 1 febbraio 2005  | CSS                      |
| 204496 - | 2005 CH4                 | 1 febbraio 2005  | Spacewatch               |
| 204497 - | 2005 CP16                | 2 febbraio 2005  | LINEAR                   |
| 204498 - | 2005 CM19                | 2 febbraio 2005  | CSS                      |
| 204499 - | 2005 CB27                | 1 febbraio 2005  | Spacewatch               |
| 204500 - | 2005 CK27                | 2 febbraio 2005  | LINEAR                   |

## 204501-204600
| Nome                | Designazione provvisoria | Data di scoperta | Scopritore           |
| ------------------- | ------------------------ | ---------------- | -------------------- |
| 204501 -            | 2005 CK31                | 1 febbraio 2005  | Spacewatch           |
| 204502 -            | 2005 CE36                | 3 febbraio 2005  | LINEAR               |
| 204503 -            | 2005 CB37                | 6 febbraio 2005  | NEAT                 |
| 204504 -            | 2005 CR45                | 2 febbraio 2005  | Spacewatch           |
| 204505 -            | 2005 CE48                | 2 febbraio 2005  | Spacewatch           |
| 204506 -            | 2005 CR56                | 9 febbraio 2005  | LINEAR               |
| 204507 -            | 2005 CE65                | 9 febbraio 2005  | Mount Lemmon Survey  |
| 204508 -            | 2005 CW70                | 1 febbraio 2005  | Spacewatch           |
| 204509 -            | 2005 CN71                | 1 febbraio 2005  | Spacewatch           |
| 204510 -            | 2005 CS76                | 4 febbraio 2005  | Mount Lemmon Survey  |
| 204511 -            | 2005 CP79                | 1 febbraio 2005  | CSS                  |
| 204512 -            | 2005 EF1                 | 2 marzo 2005     | Birtwhistle, P.      |
| 204513 -            | 2005 EN7                 | 1 marzo 2005     | Spacewatch           |
| 204514 -            | 2005 EF17                | 3 marzo 2005     | Spacewatch           |
| 204515 -            | 2005 EF19                | 3 marzo 2005     | Spacewatch           |
| 204516 -            | 2005 EH21                | 3 marzo 2005     | CSS                  |
| 204517 -            | 2005 EL21                | 3 marzo 2005     | CSS                  |
| 204518 -            | 2005 EM25                | 3 marzo 2005     | CSS                  |
| 204519 -            | 2005 EE28                | 3 marzo 2005     | CSS                  |
| 204520 -            | 2005 ER33                | 3 marzo 2005     | CSS                  |
| 204521 -            | 2005 EQ50                | 3 marzo 2005     | CSS                  |
| 204522 -            | 2005 EQ53                | 4 marzo 2005     | Spacewatch           |
| 204523 -            | 2005 EG66                | 4 marzo 2005     | CSS                  |
| 204524 -            | 2005 EN74                | 3 marzo 2005     | CSS                  |
| 204525 -            | 2005 EW79                | 3 marzo 2005     | CSS                  |
| 204526 -            | 2005 EC86                | 4 marzo 2005     | LINEAR               |
| 204527 -            | 2005 EH86                | 4 marzo 2005     | LINEAR               |
| 204528 -            | 2005 EP87                | 4 marzo 2005     | Mount Lemmon Survey  |
| 204529 -            | 2005 EF90                | 8 marzo 2005     | LONEOS               |
| 204530 -            | 2005 EE102               | 3 marzo 2005     | CSS                  |
| 204531 -            | 2005 EC104               | 4 marzo 2005     | Spacewatch           |
| 204532 -            | 2005 EY110               | 4 marzo 2005     | CSS                  |
| 204533 -            | 2005 EQ115               | 4 marzo 2005     | LINEAR               |
| 204534 -            | 2005 EP118               | 7 marzo 2005     | LINEAR               |
| 204535 -            | 2005 EC136               | 9 marzo 2005     | LONEOS               |
| 204536 -            | 2005 ET139               | 9 marzo 2005     | Mount Lemmon Survey  |
| 204537 -            | 2005 EM141               | 10 marzo 2005    | Mount Lemmon Survey  |
| 204538 -            | 2005 EE145               | 10 marzo 2005    | Mount Lemmon Survey  |
| 204539 -            | 2005 EW146               | 10 marzo 2005    | Mount Lemmon Survey  |
| 204540 -            | 2005 EW157               | 9 marzo 2005     | Mount Lemmon Survey  |
| 204541 -            | 2005 EF170               | 11 marzo 2005    | Spacewatch           |
| 204542 -            | 2005 EP170               | 7 marzo 2005     | LINEAR               |
| 204543 -            | 2005 EU182               | 9 marzo 2005     | LINEAR               |
| 204544 -            | 2005 EZ183               | 9 marzo 2005     | Mount Lemmon Survey  |
| 204545 -            | 2005 ER186               | 10 marzo 2005    | Mount Lemmon Survey  |
| 204546 -            | 2005 EW187               | 10 marzo 2005    | Mount Lemmon Survey  |
| 204547 -            | 2005 EV188               | 10 marzo 2005    | Mount Lemmon Survey  |
| 204548 -            | 2005 EP189               | 11 marzo 2005    | LONEOS               |
| 204549 -            | 2005 ER191               | 11 marzo 2005    | Mount Lemmon Survey  |
| 204550 -            | 2005 EE193               | 11 marzo 2005    | Mount Lemmon Survey  |
| 204551 -            | 2005 EU194               | 11 marzo 2005    | Mount Lemmon Survey  |
| 204552 -            | 2005 EV194               | 11 marzo 2005    | Mount Lemmon Survey  |
| 204553 -            | 2005 ED218               | 9 marzo 2005     | Spacewatch           |
| 204554 -            | 2005 ES222               | 8 marzo 2005     | LINEAR               |
| 204555 -            | 2005 EY249               | 14 marzo 2005    | Mount Lemmon Survey  |
| 204556 -            | 2005 EA261               | 12 marzo 2005    | LINEAR               |
| 204557 -            | 2005 EQ262               | 13 marzo 2005    | Spacewatch           |
| 204558 -            | 2005 EP264               | 13 marzo 2005    | Spacewatch           |
| 204559 -            | 2005 EG265               | 13 marzo 2005    | Spacewatch           |
| 204560 -            | 2005 EY274               | 8 marzo 2005     | LONEOS               |
| 204561 -            | 2005 EY276               | 8 marzo 2005     | Mount Lemmon Survey  |
| 204562 -            | 2005 EQ277               | 9 marzo 2005     | CSS                  |
| 204563 -            | 2005 EO281               | 10 marzo 2005    | LONEOS               |
| 204564 -            | 2005 EQ281               | 10 marzo 2005    | CSS                  |
| 204565 -            | 2005 EF290               | 9 marzo 2005     | Mount Lemmon Survey  |
| 204566 -            | 2005 EL299               | 11 marzo 2005    | Buie, M. W.          |
| 204567 -            | 2005 ER304               | 11 marzo 2005    | Buie, M. W.          |
| 204568 -            | 2005 EK309               | 9 marzo 2005     | Mount Lemmon Survey  |
| 204569 -            | 2005 EV311               | 10 marzo 2005    | Mount Lemmon Survey  |
| 204570 Veronicabray | 2005 EA317               | 12 marzo 2005    | Buie, M. W.          |
| 204571 -            | 2005 EX317               | 9 marzo 2005     | Calvin College       |
| 204572 -            | 2005 EM323               | 1 marzo 2005     | Spacewatch           |
| 204573 -            | 2005 EF327               | 12 marzo 2005    | Spacewatch           |
| 204574 -            | 2005 FC4                 | 18 marzo 2005    | LINEAR               |
| 204575 -            | 2005 FS7                 | 30 marzo 2005    | CSS                  |
| 204576 -            | 2005 GN9                 | 3 aprile 2005    | Klet                 |
| 204577 -            | 2005 GC11                | 1 aprile 2005    | LONEOS               |
| 204578 -            | 2005 GX12                | 1 aprile 2005    | LONEOS               |
| 204579 -            | 2005 GV23                | 1 aprile 2005    | LONEOS               |
| 204580 -            | 2005 GV27                | 3 aprile 2005    | NEAT                 |
| 204581 -            | 2005 GE35                | 2 aprile 2005    | LONEOS               |
| 204582 -            | 2005 GG43                | 5 aprile 2005    | NEAT                 |
| 204583 -            | 2005 GD44                | 5 aprile 2005    | LONEOS               |
| 204584 -            | 2005 GE46                | 5 aprile 2005    | Mount Lemmon Survey  |
| 204585 -            | 2005 GP57                | 6 aprile 2005    | Mount Lemmon Survey  |
| 204586 -            | 2005 GQ58                | 1 aprile 2005    | Spacewatch           |
| 204587 -            | 2005 GQ67                | 2 aprile 2005    | Mount Lemmon Survey  |
| 204588 -            | 2005 GE70                | 4 aprile 2005    | Spacewatch           |
| 204589 -            | 2005 GF74                | 4 aprile 2005    | CSS                  |
| 204590 -            | 2005 GB90                | 6 aprile 2005    | CINEOS               |
| 204591 -            | 2005 GB104               | 9 aprile 2005    | Siding Spring Survey |
| 204592 -            | 2005 GC107               | 10 aprile 2005   | Mount Lemmon Survey  |
| 204593 -            | 2005 GH113               | 8 aprile 2005    | LINEAR               |
| 204594 -            | 2005 GJ113               | 8 aprile 2005    | LINEAR               |
| 204595 -            | 2005 GA122               | 6 aprile 2005    | Mount Lemmon Survey  |
| 204596 -            | 2005 GA137               | 10 aprile 2005   | Spacewatch           |
| 204597 -            | 2005 GO146               | 11 aprile 2005   | Spacewatch           |
| 204598 -            | 2005 GP157               | 11 aprile 2005   | LINEAR               |
| 204599 -            | 2005 GA158               | 12 aprile 2005   | Spacewatch           |
| 204600 -            | 2005 GJ171               | 12 aprile 2005   | Mount Lemmon Survey  |

## 204601-204700
| Nome                 | Designazione provvisoria | Data di scoperta  | Scopritore           |
| -------------------- | ------------------------ | ----------------- | -------------------- |
| 204601 -             | 2005 GJ179               | 13 aprile 2005    | CSS                  |
| 204602 Lawrencebrown | 2005 GC205               | 11 aprile 2005    | Buie, M. W.          |
| 204603 -             | 2005 JW3                 | 2 maggio 2005     | Spacewatch           |
| 204604 -             | 2005 JZ4                 | 4 maggio 2005     | Spacewatch           |
| 204605 -             | 2005 JG14                | 1 maggio 2005     | NEAT                 |
| 204606 -             | 2005 JB19                | 4 maggio 2005     | Mount Lemmon Survey  |
| 204607 -             | 2005 JA29                | 3 maggio 2005     | Spacewatch           |
| 204608 -             | 2005 JB43                | 8 maggio 2005     | Mount Lemmon Survey  |
| 204609 -             | 2005 JO46                | 3 maggio 2005     | Spacewatch           |
| 204610 -             | 2005 JQ73                | 8 maggio 2005     | Spacewatch           |
| 204611 -             | 2005 JN109               | 11 maggio 2005    | Durig, D. T.         |
| 204612 -             | 2005 JE124               | 11 maggio 2005    | LONEOS               |
| 204613 -             | 2005 JU137               | 13 maggio 2005    | Mount Lemmon Survey  |
| 204614 -             | 2005 JC146               | 13 maggio 2005    | Mount Lemmon Survey  |
| 204615 -             | 2005 JM156               | 4 maggio 2005     | Mount Lemmon Survey  |
| 204616 -             | 2005 KB12                | 31 maggio 2005    | CSS                  |
| 204617 -             | 2005 LB5                 | 1 giugno 2005     | Spacewatch           |
| 204618 -             | 2005 LL10                | 3 giugno 2005     | Spacewatch           |
| 204619 -             | 2005 LB37                | 13 giugno 2005    | Bickel, W.           |
| 204620 -             | 2005 LD38                | 11 giugno 2005    | Spacewatch           |
| 204621 -             | 2005 LU49                | 11 giugno 2005    | CSS                  |
| 204622 -             | 2005 MD8                 | 27 giugno 2005    | Spacewatch           |
| 204623 -             | 2005 ML23                | 24 giugno 2005    | NEAT                 |
| 204624 -             | 2005 PF21                | 1 agosto 2005     | Siding Spring Survey |
| 204625 -             | 2005 RH34                | 15 settembre 2005 | CSS                  |
| 204626 -             | 2005 SF10                | 26 settembre 2005 | LINEAR               |
| 204627 -             | 2005 WK54                | 21 novembre 2005  | Spacewatch           |
| 204628 -             | 2005 WK102               | 29 novembre 2005  | Mount Lemmon Survey  |
| 204629 -             | 2005 XF38                | 4 dicembre 2005   | Spacewatch           |
| 204630 -             | 2005 XW57                | 1 dicembre 2005   | Spacewatch           |
| 204631 -             | 2005 XH64                | 6 dicembre 2005   | Spacewatch           |
| 204632 Jamesburch    | 2005 XY114               | 1 dicembre 2005   | Buie, M. W.          |
| 204633 -             | 2005 YD65                | 25 dicembre 2005  | Spacewatch           |
| 204634 -             | 2005 YB73                | 24 dicembre 2005  | Spacewatch           |
| 204635 -             | 2005 YC131               | 25 dicembre 2005  | Mount Lemmon Survey  |
| 204636 -             | 2005 YW201               | 24 dicembre 2005  | Spacewatch           |
| 204637 -             | 2005 YG208               | 29 dicembre 2005  | CSS                  |
| 204638 -             | 2006 AV4                 | 2 gennaio 2006    | CSS                  |
| 204639 -             | 2006 AD17                | 5 gennaio 2006    | Spacewatch           |
| 204640 -             | 2006 AS20                | 5 gennaio 2006    | CSS                  |
| 204641 -             | 2006 AX86                | 9 gennaio 2006    | Mount Lemmon Survey  |
| 204642 -             | 2006 AA94                | 8 gennaio 2006    | Spacewatch           |
| 204643 -             | 2006 BZ18                | 22 gennaio 2006   | LONEOS               |
| 204644 -             | 2006 BK32                | 20 gennaio 2006   | Spacewatch           |
| 204645 -             | 2006 BE38                | 23 gennaio 2006   | Spacewatch           |
| 204646 -             | 2006 BK54                | 25 gennaio 2006   | Spacewatch           |
| 204647 -             | 2006 BY57                | 23 gennaio 2006   | Mount Lemmon Survey  |
| 204648 -             | 2006 BB65                | 22 gennaio 2006   | Mount Lemmon Survey  |
| 204649 -             | 2006 BT79                | 23 gennaio 2006   | Spacewatch           |
| 204650 -             | 2006 BN99                | 29 gennaio 2006   | Jarnac               |
| 204651 -             | 2006 BW123               | 26 gennaio 2006   | Spacewatch           |
| 204652 -             | 2006 BO125               | 26 gennaio 2006   | Spacewatch           |
| 204653 -             | 2006 BF158               | 25 gennaio 2006   | Spacewatch           |
| 204654 -             | 2006 BJ161               | 26 gennaio 2006   | Spacewatch           |
| 204655 -             | 2006 BJ193               | 30 gennaio 2006   | Spacewatch           |
| 204656 -             | 2006 BU248               | 31 gennaio 2006   | Spacewatch           |
| 204657 -             | 2006 BO262               | 31 gennaio 2006   | Spacewatch           |
| 204658 -             | 2006 BK265               | 31 gennaio 2006   | Spacewatch           |
| 204659 -             | 2006 CB18                | 1 febbraio 2006   | Spacewatch           |
| 204660 -             | 2006 CV18                | 1 febbraio 2006   | Spacewatch           |
| 204661 -             | 2006 CU21                | 1 febbraio 2006   | Spacewatch           |
| 204662 -             | 2006 CA22                | 1 febbraio 2006   | Spacewatch           |
| 204663 -             | 2006 CM62                | 11 febbraio 2006  | LONEOS               |
| 204664 -             | 2006 DA4                 | 20 febbraio 2006  | CSS                  |
| 204665 -             | 2006 DB4                 | 20 febbraio 2006  | CSS                  |
| 204666 -             | 2006 DB6                 | 20 febbraio 2006  | CSS                  |
| 204667 -             | 2006 DP9                 | 21 febbraio 2006  | CSS                  |
| 204668 -             | 2006 DP15                | 20 febbraio 2006  | Spacewatch           |
| 204669 -             | 2006 DP20                | 20 febbraio 2006  | CSS                  |
| 204670 -             | 2006 DC24                | 20 febbraio 2006  | Spacewatch           |
| 204671 -             | 2006 DG31                | 20 febbraio 2006  | Mount Lemmon Survey  |
| 204672 -             | 2006 DJ32                | 20 febbraio 2006  | Mount Lemmon Survey  |
| 204673 -             | 2006 DO33                | 20 febbraio 2006  | Spacewatch           |
| 204674 -             | 2006 DQ57                | 24 febbraio 2006  | Mount Lemmon Survey  |
| 204675 -             | 2006 DE72                | 22 febbraio 2006  | CSS                  |
| 204676 -             | 2006 DL76                | 24 febbraio 2006  | Spacewatch           |
| 204677 -             | 2006 DQ76                | 24 febbraio 2006  | Spacewatch           |
| 204678 -             | 2006 DH81                | 24 febbraio 2006  | Spacewatch           |
| 204679 -             | 2006 DU84                | 24 febbraio 2006  | Spacewatch           |
| 204680 -             | 2006 DF96                | 24 febbraio 2006  | Spacewatch           |
| 204681 -             | 2006 DQ110               | 25 febbraio 2006  | Spacewatch           |
| 204682 -             | 2006 DF115               | 27 febbraio 2006  | Spacewatch           |
| 204683 -             | 2006 DJ152               | 25 febbraio 2006  | Spacewatch           |
| 204684 -             | 2006 DF164               | 27 febbraio 2006  | Mount Lemmon Survey  |
| 204685 -             | 2006 DF166               | 27 febbraio 2006  | Spacewatch           |
| 204686 -             | 2006 DT183               | 27 febbraio 2006  | Spacewatch           |
| 204687 -             | 2006 DD190               | 27 febbraio 2006  | Spacewatch           |
| 204688 -             | 2006 DM199               | 23 febbraio 2006  | LONEOS               |
| 204689 -             | 2006 DO206               | 25 febbraio 2006  | Spacewatch           |
| 204690 -             | 2006 DC210               | 20 febbraio 2006  | Spacewatch           |
| 204691 -             | 2006 DC215               | 27 febbraio 2006  | Mount Lemmon Survey  |
| 204692 -             | 2006 ET                  | 4 marzo 2006      | Tucker, R. A.        |
| 204693 -             | 2006 EM1                 | 2 marzo 2006      | Nyukasa              |
| 204694 -             | 2006 EL2                 | 3 marzo 2006      | Nyukasa              |
| 204695 -             | 2006 ER7                 | 2 marzo 2006      | Spacewatch           |
| 204696 -             | 2006 EW11                | 2 marzo 2006      | Spacewatch           |
| 204697 -             | 2006 EX16                | 2 marzo 2006      | Mount Lemmon Survey  |
| 204698 -             | 2006 EB18                | 2 marzo 2006      | Mount Lemmon Survey  |
| 204699 -             | 2006 EO45                | 3 marzo 2006      | Nyukasa              |
| 204700 -             | 2006 EB55                | 5 marzo 2006      | Spacewatch           |

## 204701-204800
| Nome              | Designazione provvisoria | Data di scoperta  | Scopritore                |
| ----------------- | ------------------------ | ----------------- | ------------------------- |
| 204701 -          | 2006 EM65                | 5 marzo 2006      | Spacewatch                |
| 204702 Péquignat  | 2006 FN9                 | 19 marzo 2006     | Ory, M.                   |
| 204703 -          | 2006 FD24                | 24 marzo 2006     | Spacewatch                |
| 204704 -          | 2006 FD36                | 24 marzo 2006     | LINEAR                    |
| 204705 -          | 2006 FY37                | 30 marzo 2006     | Nakanishi, A., Futaba, F. |
| 204706 -          | 2006 FC47                | 23 marzo 2006     | CSS                       |
| 204707 -          | 2006 FB52                | 26 marzo 2006     | LONEOS                    |
| 204708 -          | 2006 FG52                | 26 marzo 2006     | Siding Spring Survey      |
| 204709 -          | 2006 FN54                | 25 marzo 2006     | Spacewatch                |
| 204710 Gaoxing    | 2006 GE                  | 1 aprile 2006     | Lin, H.-C., Ye, Q.-z.     |
| 204711 Luojialun  | 2006 GN                  | 1 aprile 2006     | Ye, Q.-z.                 |
| 204712 -          | 2006 GP13                | 2 aprile 2006     | Spacewatch                |
| 204713 -          | 2006 GM14                | 2 aprile 2006     | Spacewatch                |
| 204714 -          | 2006 GR19                | 2 aprile 2006     | Spacewatch                |
| 204715 -          | 2006 GZ22                | 2 aprile 2006     | Spacewatch                |
| 204716 -          | 2006 GV23                | 2 aprile 2006     | Spacewatch                |
| 204717 -          | 2006 GQ25                | 2 aprile 2006     | Spacewatch                |
| 204718 -          | 2006 GR38                | 6 aprile 2006     | CSS                       |
| 204719 -          | 2006 GD40                | 6 aprile 2006     | LINEAR                    |
| 204720 -          | 2006 GH41                | 7 aprile 2006     | CSS                       |
| 204721 -          | 2006 GN43                | 2 aprile 2006     | Spacewatch                |
| 204722 -          | 2006 HK2                 | 18 aprile 2006    | NEAT                      |
| 204723 -          | 2006 HO2                 | 18 aprile 2006    | Spacewatch                |
| 204724 -          | 2006 HU7                 | 20 aprile 2006    | CSS                       |
| 204725 -          | 2006 HK11                | 19 aprile 2006    | Spacewatch                |
| 204726 -          | 2006 HF25                | 20 aprile 2006    | Spacewatch                |
| 204727 -          | 2006 HT26                | 20 aprile 2006    | Spacewatch                |
| 204728 -          | 2006 HP35                | 19 aprile 2006    | CSS                       |
| 204729 -          | 2006 HR39                | 21 aprile 2006    | CSS                       |
| 204730 -          | 2006 HZ39                | 21 aprile 2006    | Spacewatch                |
| 204731 -          | 2006 HK43                | 24 aprile 2006    | Mount Lemmon Survey       |
| 204732 -          | 2006 HH49                | 25 aprile 2006    | Spacewatch                |
| 204733 -          | 2006 HP63                | 24 aprile 2006    | Spacewatch                |
| 204734 -          | 2006 HY66                | 24 aprile 2006    | Spacewatch                |
| 204735 -          | 2006 HX67                | 24 aprile 2006    | Mount Lemmon Survey       |
| 204736 -          | 2006 HF72                | 25 aprile 2006    | Spacewatch                |
| 204737 -          | 2006 HC74                | 25 aprile 2006    | Spacewatch                |
| 204738 -          | 2006 HW83                | 26 aprile 2006    | Spacewatch                |
| 204739 -          | 2006 HA85                | 26 aprile 2006    | Spacewatch                |
| 204740 -          | 2006 HB87                | 29 aprile 2006    | Siding Spring Survey      |
| 204741 -          | 2006 HQ88                | 30 aprile 2006    | CSS                       |
| 204742 -          | 2006 HD100               | 30 aprile 2006    | Spacewatch                |
| 204743 -          | 2006 HK102               | 30 aprile 2006    | Spacewatch                |
| 204744 -          | 2006 HG103               | 30 aprile 2006    | Spacewatch                |
| 204745 -          | 2006 HJ114               | 26 aprile 2006    | Spacewatch                |
| 204746 -          | 2006 HM152               | 20 aprile 2006    | Spacewatch                |
| 204747 -          | 2006 JF2                 | 1 maggio 2006     | LINEAR                    |
| 204748 -          | 2006 JL3                 | 2 maggio 2006     | Mount Lemmon Survey       |
| 204749 -          | 2006 JZ13                | 4 maggio 2006     | Mount Lemmon Survey       |
| 204750 -          | 2006 JM14                | 4 maggio 2006     | Siding Spring Survey      |
| 204751 -          | 2006 JN18                | 2 maggio 2006     | Mount Lemmon Survey       |
| 204752 -          | 2006 JG21                | 2 maggio 2006     | Spacewatch                |
| 204753 -          | 2006 JK24                | 4 maggio 2006     | Mount Lemmon Survey       |
| 204754 -          | 2006 JK30                | 3 maggio 2006     | Spacewatch                |
| 204755 -          | 2006 JK35                | 4 maggio 2006     | Spacewatch                |
| 204756 -          | 2006 JF36                | 4 maggio 2006     | Spacewatch                |
| 204757 -          | 2006 JL37                | 5 maggio 2006     | Spacewatch                |
| 204758 -          | 2006 JS39                | 6 maggio 2006     | Mount Lemmon Survey       |
| 204759 -          | 2006 JF45                | 7 maggio 2006     | Mount Lemmon Survey       |
| 204760 -          | 2006 JN50                | 2 maggio 2006     | Mount Lemmon Survey       |
| 204761 -          | 2006 JU53                | 7 maggio 2006     | Spacewatch                |
| 204762 -          | 2006 JC54                | 7 maggio 2006     | Mount Lemmon Survey       |
| 204763 -          | 2006 JP56                | 7 maggio 2006     | CSS                       |
| 204764 Lindaburke | 2006 JW59                | 1 maggio 2006     | Buie, M. W.               |
| 204765 -          | 2006 KH                  | 16 maggio 2006    | NEAT                      |
| 204766 -          | 2006 KW3                 | 19 maggio 2006    | Mount Lemmon Survey       |
| 204767 -          | 2006 KD4                 | 19 maggio 2006    | LONEOS                    |
| 204768 -          | 2006 KX4                 | 19 maggio 2006    | Mount Lemmon Survey       |
| 204769 -          | 2006 KG8                 | 19 maggio 2006    | Mount Lemmon Survey       |
| 204770 -          | 2006 KB10                | 19 maggio 2006    | CSS                       |
| 204771 -          | 2006 KB20                | 18 maggio 2006    | Siding Spring Survey      |
| 204772 -          | 2006 KR29                | 20 maggio 2006    | Spacewatch                |
| 204773 -          | 2006 KD38                | 16 maggio 2006    | Siding Spring Survey      |
| 204774 -          | 2006 KH39                | 18 maggio 2006    | Siding Spring Survey      |
| 204775 -          | 2006 KA41                | 19 maggio 2006    | Mount Lemmon Survey       |
| 204776 -          | 2006 KF43                | 20 maggio 2006    | Spacewatch                |
| 204777 -          | 2006 KV43                | 20 maggio 2006    | Siding Spring Survey      |
| 204778 -          | 2006 KS46                | 21 maggio 2006    | Mount Lemmon Survey       |
| 204779 -          | 2006 KX46                | 21 maggio 2006    | Mount Lemmon Survey       |
| 204780 -          | 2006 KA52                | 21 maggio 2006    | Spacewatch                |
| 204781 -          | 2006 KX64                | 23 maggio 2006    | Mount Lemmon Survey       |
| 204782 -          | 2006 KU75                | 24 maggio 2006    | NEAT                      |
| 204783 -          | 2006 KW89                | 21 maggio 2006    | Mount Lemmon Survey       |
| 204784 -          | 2006 KL93                | 25 maggio 2006    | Spacewatch                |
| 204785 -          | 2006 KT102               | 28 maggio 2006    | CSS                       |
| 204786 Wehlau     | 2006 KU131               | 25 maggio 2006    | Wiegert, P. A.            |
| 204787 -          | 2006 NB1                 | 6 luglio 2006     | Siding Spring Survey      |
| 204788 -          | 2006 PG11                | 13 agosto 2006    | NEAT                      |
| 204789 -          | 2006 PE37                | 12 agosto 2006    | NEAT                      |
| 204790 -          | 2006 QN10                | 21 agosto 2006    | Hönig, S. F.              |
| 204791 -          | 2006 QK58                | 27 agosto 2006    | Tucker, R. A.             |
| 204792 -          | 2006 QS59                | 19 agosto 2006    | NEAT                      |
| 204793 -          | 2006 QD79                | 23 agosto 2006    | NEAT                      |
| 204794 -          | 2006 QD81                | 24 agosto 2006    | NEAT                      |
| 204795 -          | 2006 QK87                | 27 agosto 2006    | Spacewatch                |
| 204796 -          | 2006 QX102               | 27 agosto 2006    | Spacewatch                |
| 204797 -          | 2006 QO116               | 27 agosto 2006    | LONEOS                    |
| 204798 -          | 2006 QU129               | 19 agosto 2006    | LONEOS                    |
| 204799 -          | 2006 RW4                 | 14 settembre 2006 | Spacewatch                |
| 204800 -          | 2006 RL26                | 14 settembre 2006 | CSS                       |

## 204801-204900
| Nome                   | Designazione provvisoria | Data di scoperta  | Scopritore              |
| ---------------------- | ------------------------ | ----------------- | ----------------------- |
| 204801 -               | 2006 RS59                | 15 settembre 2006 | Spacewatch              |
| 204802 -               | 2006 SS22                | 17 settembre 2006 | LONEOS                  |
| 204803 -               | 2006 SQ98                | 18 settembre 2006 | Spacewatch              |
| 204804 -               | 2006 SU373               | 16 settembre 2006 | Becker, A. C.           |
| 204805 Šipöcz          | 2006 TS9                 | 11 ottobre 2006   | Modra                   |
| 204806 -               | 2007 GX10                | 11 aprile 2007    | Spacewatch              |
| 204807 -               | 2007 GQ23                | 11 aprile 2007    | Spacewatch              |
| 204808 -               | 2007 GH27                | 14 aprile 2007    | Spacewatch              |
| 204809 -               | 2007 HJ27                | 18 aprile 2007    | Mount Lemmon Survey     |
| 204810 -               | 2007 JQ30                | 11 maggio 2007    | Mount Lemmon Survey     |
| 204811 -               | 2007 LO33                | 11 giugno 2007    | Siding Spring Survey    |
| 204812 -               | 2007 ME3                 | 16 giugno 2007    | Spacewatch              |
| 204813 -               | 2007 MM6                 | 21 giugno 2007    | Hönig, S. F., Teamo, N. |
| 204814 -               | 2007 MD10                | 21 giugno 2007    | LONEOS                  |
| 204815 -               | 2007 NP1                 | 10 luglio 2007    | Siding Spring Survey    |
| 204816 Andreacamilleri | 2007 OZ                  | 16 luglio 2007    | Casulli, V. S.          |
| 204817 -               | 2007 OE1                 | 18 luglio 2007    | Mount Lemmon Survey     |
| 204818 -               | 2007 OE4                 | 22 luglio 2007    | Hönig, S. F., Teamo, N. |
| 204819 -               | 2007 PU1                 | 6 agosto 2007     | Broughton, J.           |
| 204820 -               | 2007 PY2                 | 7 agosto 2007     | Broughton, J.           |
| 204821 -               | 2007 PJ10                | 9 agosto 2007     | LINEAR                  |
| 204822 -               | 2007 PZ10                | 11 agosto 2007    | OAM                     |
| 204823 -               | 2007 PX13                | 8 agosto 2007     | LINEAR                  |
| 204824 -               | 2007 PP17                | 9 agosto 2007     | LINEAR                  |
| 204825 -               | 2007 PS18                | 9 agosto 2007     | LINEAR                  |
| 204826 -               | 2007 PL20                | 9 agosto 2007     | LINEAR                  |
| 204827 -               | 2007 PR20                | 9 agosto 2007     | LINEAR                  |
| 204828 -               | 2007 PF22                | 10 agosto 2007    | Spacewatch              |
| 204829 -               | 2007 PJ24                | 12 agosto 2007    | LINEAR                  |
| 204830 -               | 2007 PP25                | 13 agosto 2007    | BATTeRS                 |
| 204831 Levski          | 2007 PQ28                | 14 agosto 2007    | Zvezdno Obshtestvo      |
| 204832 -               | 2007 PH31                | 5 agosto 2007     | LINEAR                  |
| 204833 -               | 2007 PY34                | 9 agosto 2007     | Spacewatch              |
| 204834 -               | 2007 PN35                | 10 agosto 2007    | Spacewatch              |
| 204835 -               | 2007 PC45                | 10 agosto 2007    | Spacewatch              |
| 204836 Xiexiaosi       | 2007 QS1                 | 16 agosto 2007    | PMO NEO Survey Program  |
| 204837 -               | 2007 QM2                 | 21 agosto 2007    | Hönig, S. F., Teamo, N. |
| 204838 -               | 2007 QQ6                 | 21 agosto 2007    | LONEOS                  |
| 204839 Suzhouyuanlin   | 2007 QK13                | 16 agosto 2007    | PMO NEO Survey Program  |
| 204840 -               | 2007 RD3                 | 3 settembre 2007  | CSS                     |
| 204841 -               | 2007 RJ13                | 3 settembre 2007  | CSS                     |
| 204842 Fengchia        | 2007 RN19                | 5 settembre 2007  | LUSS                    |
| 204843 -               | 2007 RF21                | 3 settembre 2007  | CSS                     |
| 204844 -               | 2007 RT23                | 3 settembre 2007  | CSS                     |
| 204845 -               | 2007 RG38                | 8 settembre 2007  | LONEOS                  |
| 204846 -               | 2007 RD48                | 9 settembre 2007  | Mount Lemmon Survey     |
| 204847 -               | 2007 RN63                | 10 settembre 2007 | Mount Lemmon Survey     |
| 204848 -               | 2007 RK70                | 10 settembre 2007 | Spacewatch              |
| 204849 -               | 2007 RK105               | 11 settembre 2007 | CSS                     |
| 204850 -               | 2007 RD121               | 12 settembre 2007 | Mount Lemmon Survey     |
| 204851 -               | 2007 RW130               | 12 settembre 2007 | Mount Lemmon Survey     |
| 204852 Frankfurt       | 2007 RH133               | 15 settembre 2007 | Schwab, E., Kling, R.   |
| 204853 -               | 2007 RB136               | 14 settembre 2007 | Mount Lemmon Survey     |
| 204854 -               | 2007 RF140               | 13 settembre 2007 | LINEAR                  |
| 204855 -               | 2007 RT140               | 13 settembre 2007 | LINEAR                  |
| 204856 -               | 2007 RS155               | 10 settembre 2007 | Mount Lemmon Survey     |
| 204857 -               | 2007 RM156               | 10 settembre 2007 | Mount Lemmon Survey     |
| 204858 -               | 2007 RN176               | 10 settembre 2007 | CSS                     |
| 204859 -               | 2007 RF180               | 11 settembre 2007 | CSS                     |
| 204860 -               | 2007 RX193               | 12 settembre 2007 | Spacewatch              |
| 204861 -               | 2007 RP204               | 9 settembre 2007  | Spacewatch              |
| 204862 -               | 2007 RC206               | 10 settembre 2007 | Mount Lemmon Survey     |
| 204863 -               | 2007 RF211               | 11 settembre 2007 | Spacewatch              |
| 204864 -               | 2007 RK211               | 11 settembre 2007 | Mount Lemmon Survey     |
| 204865 -               | 2007 RU233               | 12 settembre 2007 | Mount Lemmon Survey     |
| 204866 -               | 2007 RE235               | 12 settembre 2007 | Mount Lemmon Survey     |
| 204867 -               | 2007 RQ242               | 15 settembre 2007 | LINEAR                  |
| 204868 -               | 2007 RE267               | 15 settembre 2007 | Spacewatch              |
| 204869 -               | 2007 RL275               | 6 settembre 2007  | Siding Spring Survey    |
| 204870 -               | 2007 RJ278               | 5 settembre 2007  | CSS                     |
| 204871 -               | 2007 RB285               | 12 settembre 2007 | Mount Lemmon Survey     |
| 204872 -               | 2007 RE295               | 14 settembre 2007 | Mount Lemmon Survey     |
| 204873 FAIR            | 2007 SW1                 | 17 settembre 2007 | Schwab, E., Kling, R.   |
| 204874 -               | 2007 SR4                 | 20 settembre 2007 | Ries, W.                |
| 204875 -               | 2007 SZ8                 | 18 settembre 2007 | Spacewatch              |
| 204876 -               | 2007 TZ1                 | 4 ottobre 2007    | Mount Lemmon Survey     |
| 204877 -               | 2007 TF5                 | 4 ottobre 2007    | Spacewatch              |
| 204878 -               | 2007 TE14                | 3 ottobre 2007    | Hibiscus                |
| 204879 -               | 2007 TM32                | 6 ottobre 2007    | Spacewatch              |
| 204880 -               | 2007 TQ66                | 10 ottobre 2007   | Chante-Perdrix          |
| 204881 -               | 2007 TR95                | 7 ottobre 2007    | CSS                     |
| 204882 -               | 2007 TJ127               | 6 ottobre 2007    | Spacewatch              |
| 204883 -               | 2007 TR128               | 6 ottobre 2007    | Spacewatch              |
| 204884 -               | 2007 TB136               | 8 ottobre 2007    | CSS                     |
| 204885 -               | 2007 TD144               | 6 ottobre 2007    | LINEAR                  |
| 204886 -               | 2007 TC145               | 6 ottobre 2007    | LINEAR                  |
| 204887 -               | 2007 TX148               | 8 ottobre 2007    | LINEAR                  |
| 204888 -               | 2007 TH187               | 13 ottobre 2007   | LINEAR                  |
| 204889 -               | 2007 TR269               | 9 ottobre 2007    | Spacewatch              |
| 204890 -               | 2007 TR305               | 14 ottobre 2007   | Mount Lemmon Survey     |
| 204891 -               | 2007 TY323               | 11 ottobre 2007   | Spacewatch              |
| 204892 -               | 2007 TQ331               | 11 ottobre 2007   | Spacewatch              |
| 204893 -               | 2007 TD355               | 11 ottobre 2007   | CSS                     |
| 204894 -               | 2007 TF372               | 13 ottobre 2007   | Mount Lemmon Survey     |
| 204895 -               | 2007 TS375               | 15 ottobre 2007   | Mount Lemmon Survey     |
| 204896 Giorgiobocca    | 2007 UQ1                 | 16 ottobre 2007   | Casulli, V. S.          |
| 204897 -               | 2007 UL19                | 18 ottobre 2007   | Mount Lemmon Survey     |
| 204898 -               | 2007 UA30                | 19 ottobre 2007   | LONEOS                  |
| 204899 -               | 2007 UE56                | 30 ottobre 2007   | Mount Lemmon Survey     |
| 204900 -               | 2007 UR90                | 30 ottobre 2007   | Mount Lemmon Survey     |

## 204901-205000
| Nome     | Designazione provvisoria | Data di scoperta  | Scopritore                                                |
| -------- | ------------------------ | ----------------- | --------------------------------------------------------- |
| 204901 - | 2007 US93                | 31 ottobre 2007   | Mount Lemmon Survey                                       |
| 204902 - | 2007 UB126               | 17 ottobre 2007   | CSS                                                       |
| 204903 - | 2007 UO133               | 30 ottobre 2007   | CSS                                                       |
| 204904 - | 2007 VS80                | 4 novembre 2007   | Spacewatch                                                |
| 204905 - | 2007 VR84                | 7 novembre 2007   | OAM                                                       |
| 204906 - | 2007 VM270               | 3 novembre 2007   | Spacewatch                                                |
| 204907 - | 2007 VP291               | 14 novembre 2007  | Spacewatch                                                |
| 204908 - | 2007 WS10                | 17 novembre 2007  | CSS                                                       |
| 204909 - | 2008 DP43                | 28 febbraio 2008  | Mount Lemmon Survey                                       |
| 204910 - | 2008 HU12                | 24 aprile 2008    | Spacewatch                                                |
| 204911 - | 2008 QE5                 | 22 agosto 2008    | Spacewatch                                                |
| 204912 - | 2008 RH94                | 6 settembre 2008  | Spacewatch                                                |
| 204913 - | 2008 RG108               | 9 settembre 2008  | Mount Lemmon Survey                                       |
| 204914 - | 2008 SQ35                | 20 settembre 2008 | Spacewatch                                                |
| 204915 - | 2008 ST52                | 20 settembre 2008 | Mount Lemmon Survey                                       |
| 204916 - | 2008 SU54                | 20 settembre 2008 | Mount Lemmon Survey                                       |
| 204917 - | 2008 SY82                | 26 settembre 2008 | BATTeRS                                                   |
| 204918 - | 2008 SW142               | 24 settembre 2008 | Mount Lemmon Survey                                       |
| 204919 - | 2008 SH147               | 24 settembre 2008 | Spacewatch                                                |
| 204920 - | 2008 SR163               | 28 settembre 2008 | LINEAR                                                    |
| 204921 - | 2008 SE173               | 22 settembre 2008 | Mount Lemmon Survey                                       |
| 204922 - | 2008 SY206               | 26 settembre 2008 | Spacewatch                                                |
| 204923 - | 2008 SZ260               | 23 settembre 2008 | Spacewatch                                                |
| 204924 - | 2008 SN266               | 24 settembre 2008 | CSS                                                       |
| 204925 - | 2008 TG5                 | 1 ottobre 2008    | OAM                                                       |
| 204926 - | 2008 TX8                 | 6 ottobre 2008    | Tucker, R. A.                                             |
| 204927 - | 2008 TM52                | 2 ottobre 2008    | Spacewatch                                                |
| 204928 - | 2008 TZ68                | 2 ottobre 2008    | Spacewatch                                                |
| 204929 - | 2008 TV82                | 3 ottobre 2008    | Spacewatch                                                |
| 204930 - | 2008 TD105               | 6 ottobre 2008    | Spacewatch                                                |
| 204931 - | 2008 UJ34                | 20 ottobre 2008   | Spacewatch                                                |
| 204932 - | 2008 UV35                | 20 ottobre 2008   | Mount Lemmon Survey                                       |
| 204933 - | 2008 UE42                | 20 ottobre 2008   | Spacewatch                                                |
| 204934 - | 2008 UO99                | 29 ottobre 2008   | Tucker, R. A.                                             |
| 204935 - | 2008 UZ108               | 21 ottobre 2008   | Mount Lemmon Survey                                       |
| 204936 - | 2008 UG142               | 23 ottobre 2008   | Spacewatch                                                |
| 204937 - | 2008 UF156               | 23 ottobre 2008   | Spacewatch                                                |
| 204938 - | 2008 UW159               | 23 ottobre 2008   | Spacewatch                                                |
| 204939 - | 2008 UV172               | 24 ottobre 2008   | Spacewatch                                                |
| 204940 - | 2008 UR193               | 25 ottobre 2008   | Mount Lemmon Survey                                       |
| 204941 - | 2008 UD198               | 24 ottobre 2008   | LINEAR                                                    |
| 204942 - | 2008 UT256               | 27 ottobre 2008   | Spacewatch                                                |
| 204943 - | 2008 UA263               | 27 ottobre 2008   | Spacewatch                                                |
| 204944 - | 2008 UM279               | 28 ottobre 2008   | Mount Lemmon Survey                                       |
| 204945 - | 2008 UB287               | 28 ottobre 2008   | Mount Lemmon Survey                                       |
| 204946 - | 2008 UN302               | 29 ottobre 2008   | Spacewatch                                                |
| 204947 - | 2008 UE315               | 30 ottobre 2008   | Spacewatch                                                |
| 204948 - | 2008 UG325               | 31 ottobre 2008   | Spacewatch                                                |
| 204949 - | 2008 VT                  | 2 novembre 2008   | Lowe, A.                                                  |
| 204950 - | 2008 VU46                | 3 novembre 2008   | Spacewatch                                                |
| 204951 - | 2008 VR53                | 6 novembre 2008   | CSS                                                       |
| 204952 - | 2008 VM57                | 6 novembre 2008   | Mount Lemmon Survey                                       |
| 204953 - | 2008 WN4                 | 17 novembre 2008  | Spacewatch                                                |
| 204954 - | 2008 WS24                | 18 novembre 2008  | CSS                                                       |
| 204955 - | 2008 WF60                | 19 novembre 2008  | LINEAR                                                    |
| 204956 - | 2008 WS61                | 22 novembre 2008  | OAM                                                       |
| 204957 - | 2008 WK68                | 18 novembre 2008  | Spacewatch                                                |
| 204958 - | 2008 WQ88                | 21 novembre 2008  | Spacewatch                                                |
| 204959 - | 2008 WT98                | 23 novembre 2008  | OAM                                                       |
| 204960 - | 4713 P-L                 | 24 settembre 1960 | van Houten, C. J., van Houten-Groeneveld, I., Gehrels, T. |
| 204961 - | 6377 P-L                 | 24 settembre 1960 | van Houten, C. J., van Houten-Groeneveld, I., Gehrels, T. |
| 204962 - | 5057 T-2                 | 25 settembre 1973 | van Houten, C. J., van Houten-Groeneveld, I., Gehrels, T. |
| 204963 - | 1981 EW29                | 2 marzo 1981      | Bus, S. J.                                                |
| 204964 - | 1981 EN46                | 2 marzo 1981      | Bus, S. J.                                                |
| 204965 - | 1989 SY4                 | 26 settembre 1989 | Elst, E. W.                                               |
| 204966 - | 1990 QX3                 | 22 agosto 1990    | Holt, H. E.                                               |
| 204967 - | 1991 TH7                 | 3 ottobre 1991    | Börngen, F., Schmadel, L. D.                              |
| 204968 - | 1991 TM11                | 11 ottobre 1991   | Spacewatch                                                |
| 204969 - | 1991 VU11                | 8 novembre 1991   | Spacewatch                                                |
| 204970 - | 1992 DQ6                 | 29 febbraio 1992  | UESAC                                                     |
| 204971 - | 1993 FG9                 | 17 marzo 1993     | UESAC                                                     |
| 204972 - | 1993 QV8                 | 20 agosto 1993    | Elst, E. W.                                               |
| 204973 - | 1993 SN9                 | 22 settembre 1993 | Debehogne, H., Elst, E. W.                                |
| 204974 - | 1993 TO7                 | 9 ottobre 1993    | Spacewatch                                                |
| 204975 - | 1993 TW35                | 11 ottobre 1993   | Elst, E. W.                                               |
| 204976 - | 1994 JT1                 | 1 maggio 1994     | Spacewatch                                                |
| 204977 - | 1994 SZ8                 | 28 settembre 1994 | Spacewatch                                                |
| 204978 - | 1994 SE12                | 29 settembre 1994 | Spacewatch                                                |
| 204979 - | 1994 TW10                | 9 ottobre 1994    | Spacewatch                                                |
| 204980 - | 1994 TO11                | 10 ottobre 1994   | Spacewatch                                                |
| 204981 - | 1995 EX6                 | 2 marzo 1995      | Spacewatch                                                |
| 204982 - | 1995 FT3                 | 23 marzo 1995     | Spacewatch                                                |
| 204983 - | 1995 GV4                 | 5 aprile 1995     | Spacewatch                                                |
| 204984 - | 1995 UL9                 | 16 ottobre 1995   | Spacewatch                                                |
| 204985 - | 1995 UW13                | 17 ottobre 1995   | Spacewatch                                                |
| 204986 - | 1995 UB22                | 19 ottobre 1995   | Spacewatch                                                |
| 204987 - | 1995 UN40                | 23 ottobre 1995   | Spacewatch                                                |
| 204988 - | 1995 US58                | 18 ottobre 1995   | Spacewatch                                                |
| 204989 - | 1995 UX65                | 17 ottobre 1995   | Spacewatch                                                |
| 204990 - | 1995 YP14                | 20 dicembre 1995  | Spacewatch                                                |
| 204991 - | 1996 EZ3                 | 11 marzo 1996     | Spacewatch                                                |
| 204992 - | 1996 ES4                 | 11 marzo 1996     | Spacewatch                                                |
| 204993 - | 1996 EV9                 | 12 marzo 1996     | Spacewatch                                                |
| 204994 - | 1996 RJ14                | 8 settembre 1996  | Spacewatch                                                |
| 204995 - | 1996 TZ2                 | 3 ottobre 1996    | Beijing Schmidt CCD Asteroid Program                      |
| 204996 - | 1996 TU5                 | 3 ottobre 1996    | Beijing Schmidt CCD Asteroid Program                      |
| 204997 - | 1996 VE13                | 5 novembre 1996   | Spacewatch                                                |
| 204998 - | 1996 VV13                | 5 novembre 1996   | Spacewatch                                                |
| 204999 - | 1996 VD14                | 5 novembre 1996   | Spacewatch                                                |
| 205000 - | 1996 VA16                | 5 novembre 1996   | Spacewatch                                                |